# Ямайка на зимних Олимпийских играх 2010

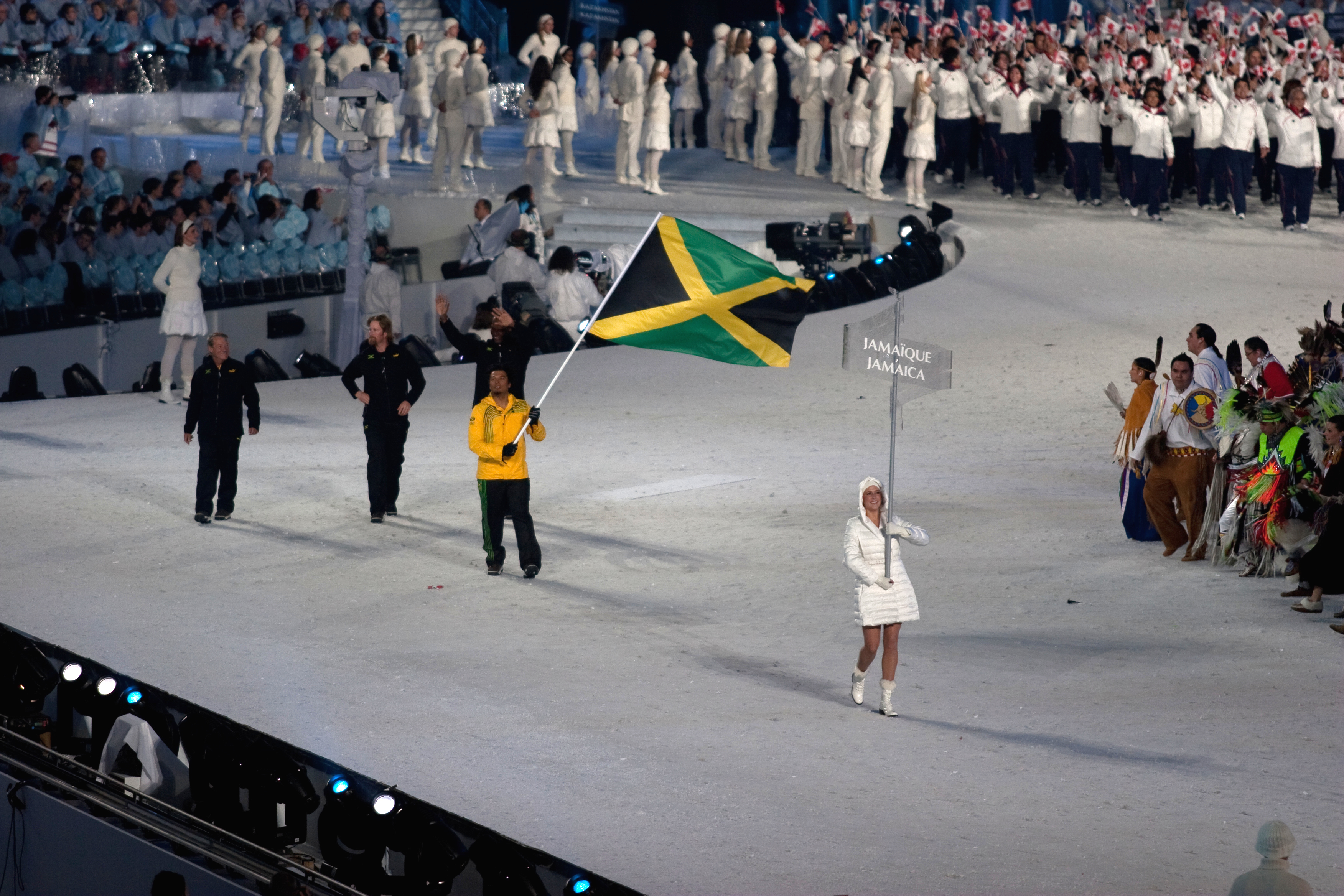
Ямайская делегация на церемонии открытия Игр

Ямайка на зимних Олимпийских играх 2010 была представлена одним спортсменом во фристайле. Выросший в США в семье ямайца и американки Эррол Керр выступил в новом виде программы — в ски-кроссе, где прекратил выступления на стадии четвертьфинала.
Ямайская бобслейная сборная в составе Джоэля Александера и Ханука Уоллеса не смогла преодолеть квалификационный барьер для выступления на Олимпиаде.

## Результаты соревнований

### Фристайл
Ски-кросс
| Соревнование | Спортсмены | Квалификация | Квалификация | 1/8 финала | Четвертьфинал | Полуфинал | Финал     |           |
| Соревнование | Спортсмены | Результат    | Место        | 1/8 финала | Четвертьфинал | Полуфинал | Финал     |           |
| ------------ | ---------- | ------------ | ------------ | ---------- | ------------- | --------- | --------- | --------- |
| Мужчины      | Эррол Керр | 1:13,71      | 8            | 1          | 3             | не прошёл | не прошёл | не прошёл |